# Подолье (стадион)
Спорткомплекс «Подолье» — центральный городской стадион города Хмельницкого, домашняя арена футбольного клуба «Подолье».
Вместимость — 6 527 зрителей.

## История стадиона
История создания главной спортивной арены в Хмельницком берет свое начало в 1920-х. Именно тогда в Проскурове с каждым годом все большую популярность среди населения завоевывал спорт и поэтому было принято решение переоборудовать под стадион местный ипподром. Находился он напротив нынешнего парка им. Франко, за железной дорогой  (о существовании здесь когда-то ипподрома сейчас напоминает лишь название переулка Ипподромный).
Ипподром представлял собой огромный пустырь, в некоторых местах которого стояла вода, рос камыш и даже водились дикие утки. Не один день выбранную под стадион участок осушали и подсыпали грунт на футбольном поле. Позже вдоль поля установили скамейки и построили деревянный навес для зрителей, рядом оборудовали волейбольную и баскетбольную площадки, легкоатлетические секторы. После завершения всех работ, в 1927 году, в торжественной обстановке был открыт первый в Проскурове «спортстадион».
Именно здесь в довоенное время проходили главные футбольные поединки и соревнования. Впоследствии стадион перешел в ведомство общества «Динамо» и получил соответствующее название.
Вопрос о строительстве нового стадиона стал актуальным в конце 1930-х годов. Для новостройки выбрали площадку возле Досева (домов офицерского состава)  — именно то место, где сейчас и расположился стадион «Подолье». Введение в действие спортарены было запланировано на 1942 год, но война перечеркнула планы.
Работы возобновили лишь в апреле 1950 года. Более сотни коллективов предприятий и учреждений, комсомольских и пионерских организаций ежедневно трудились на строительстве: сооружали трибуны (общее количество мест — 4000, из них для сидения — 1750), центральный вход, устанавливали забор, выравнивали футбольное поле. Самыми сложными оказались гидромелиоративные работы.
Несмотря на все сложности, строительство было проведено в рекордно короткие сроки   — полтора месяца. Торжественное открытие стадиона, в котором принял участие первый секретарь обкома В. Бегма, произошло 16 мая 1950 года. Этот день стал большим событием в спортивной жизни Проскурова — в нем появился более-менее современный стадион.

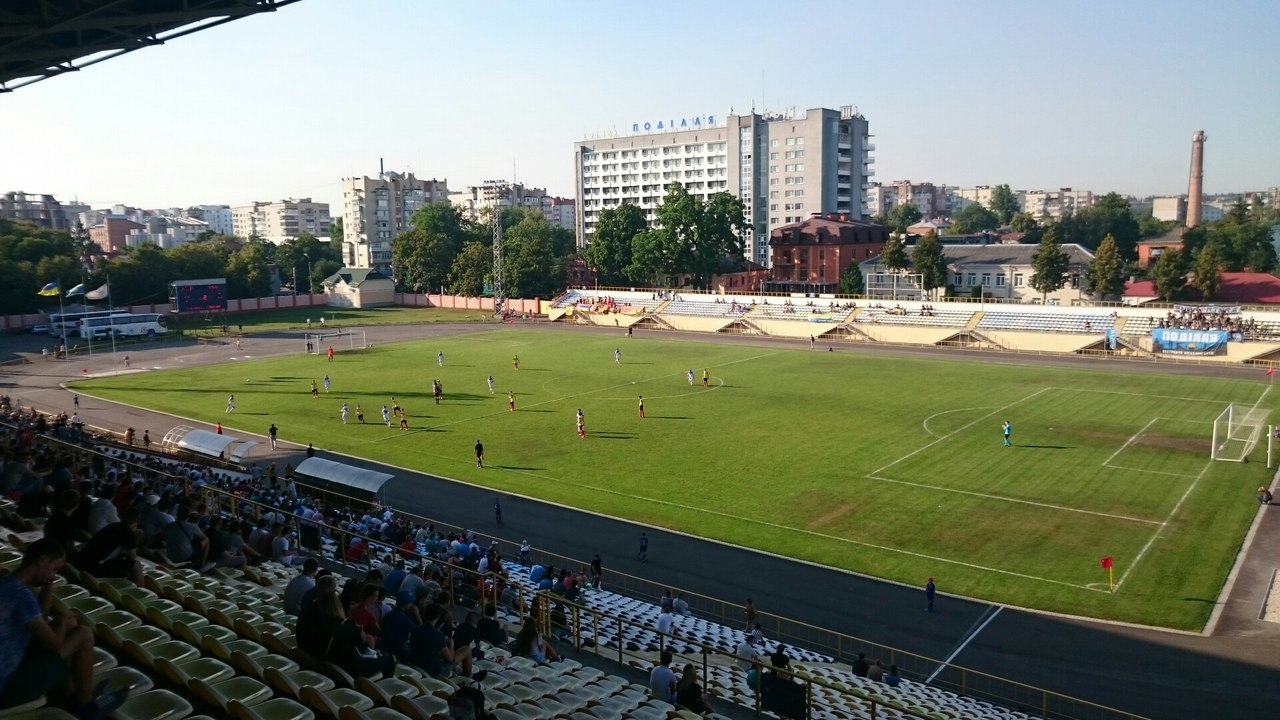
Городской стадион в 2016 году

В начале 1960 года хмельницкая футбольная команда «Динамо» получила статус мастеров и право выступать в чемпионатах СССР. Но оказалось, что городской стадион не соответствует требованиям проведения матчей такого уровня. Тогдашний первый секретарь обкома партии А.Ватченко был большим любителем футбола, и сразу взял решение этого вопроса под свой личный контроль. Было принято решение о начале немедленной перестройки стадиона.
В январе 1960 года перед строителями поставили жесткие сроки — закончить все работы до 15 апреля, и за три месяца выросли новые железобетонные трибуны на 10 020 мест, с раздевалками, душевыми, сауной, медпунктом. Были установлены мачты электрического освещения, которого в то время большинство стадионов еще не было. Общая смета работ на стадионе составила 2 400 000 рублей. Большую помощь в строительстве предоставила общественность города: рабочие, служащие, студенты, школьники, бесплатно и не один день работали на новостройке. Торжественное открытие стадиона состоялось 24 апреля 1960 года, в день, когда первый матч на своем поле в рамках чемпионатов СССР проводили хмельницкие динамовцы.
Футбол высокого качества сразу завоевал симпатии жителей Хмельницкого. На матче «Динамо» в 1960-х годах постоянно собирался полный стадион зрителей, и футболисты благодарили им хорошей игрой. В 1961-1969 годах под руководством талантливого тренера Е. Лемешко хмельницкое «Динамо» успешно играло в чемпионате и Кубке СССР, провело серию международных матчей. Команда достигла «серебряных» медалей Чемпионата Украины 1966, и перехода в 1968 в класс «А».
Стадион приблизительно 40 лет оставался таким, как его построили в 1960 году. С 1978 года было изменено название на «Подолье».

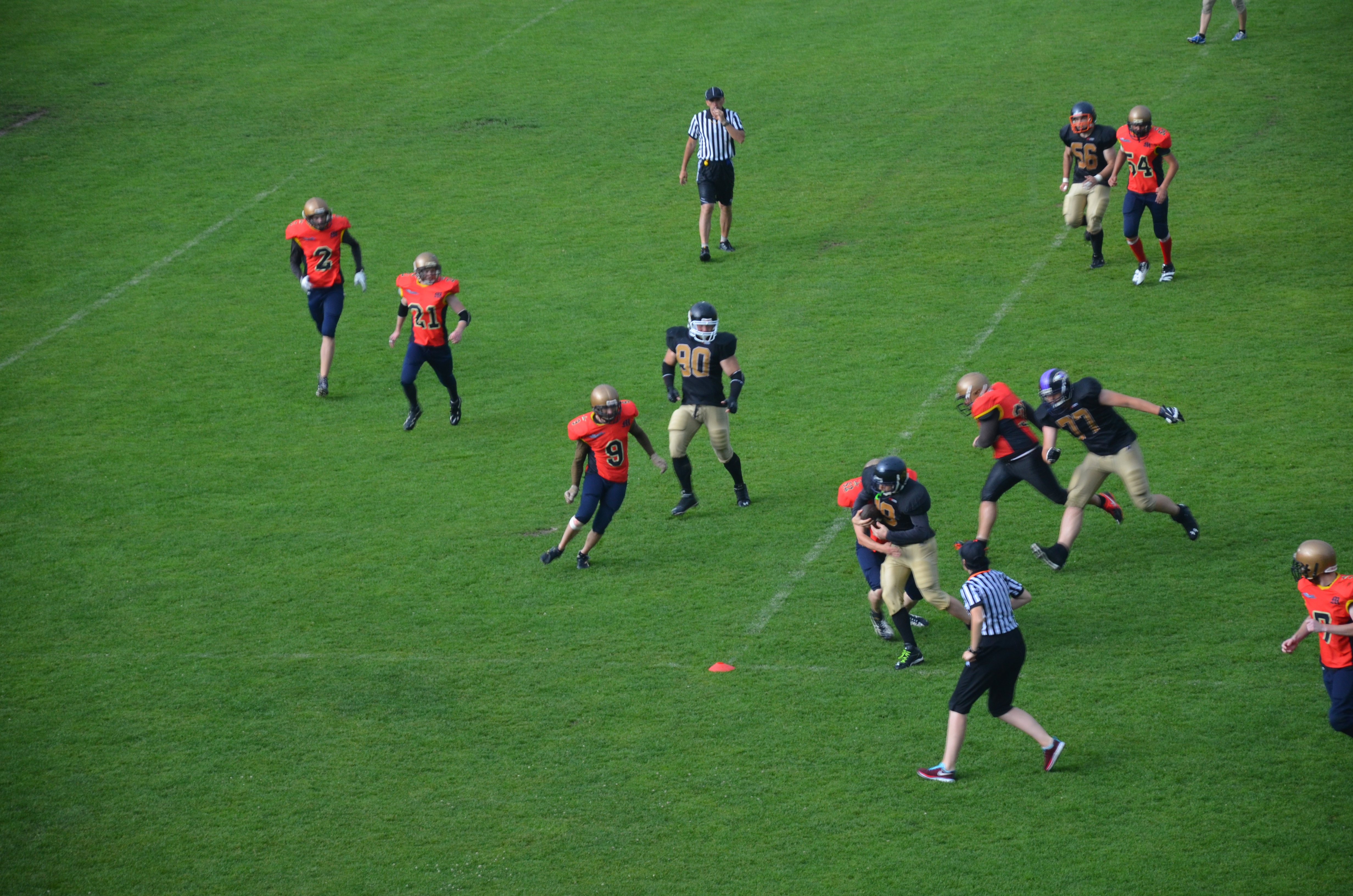
Матч по американскому футболу, 2017 год

С 1990 года в истории стадиона началась черная полоса, которая длилась почти десятилетие: каждые 2-3 года главная спортивная арена города переходила из рук в руки, меняя своих хозяев, владельцев, арендаторов. Между тем сооружение пришла в запустение и начала разрушаться. Наконец, в начале 2000 года городской совет принял стадион в коммунальную собственность города, и появилась надежда на приведение в нормальное состояние спорткомплекса «Подолье». Тогдашний мэр города М.Чекман вышел с инициативой провести полную реконструкцию стадиона. Строительные работы начались в ноябре 2001 года, а в сентябре 2003 года вошла в строй первая очередь нового стадиона.
Фактически заново была построена центральная трибуна с удобными индивидуальными местами для зрителей, защитным крышей от дождя и пристроенной четырехэтажное сооружение для административно-хозяйственных помещений, офисов, торговых заведений.
В 2021 году в помещении старой котельной, на территории спортивного комплекса «Подолье», обустраивали новые раздевалки.